# Manuel María de Gortázar Munibe
Manuel María de Gortázar Munibe (Bilbao, Vizcaya, 13 de julio de 1824-Bedia, Vizcaya, 12 de octubre de 1896). Político, mecenas y empresario vasco. Fue uno de los últimos diputados generales de Vizcaya y el primer presidente de la nueva Diputación Provincial tras la abolición de los Fueros encabezó una comisión compuesta por los diputados Luciano de Urízar, López de Calle, y Uhagón, al objeto de negociar con Cánovas del Castillo el primer Concierto Económico de 1878. 

## Entorno personal y familiar
Fue hijo del diputado general de Vizcaya, José María de Gortázar y Loyzaga y de María del Carmen Munibe Aranguren. Heredó los mayorazgos de Gortázar y fue señor de los Palacios de Gortázar en [Bilbao y en Bedia, señor de las Torres y Casas de Gallano, Zaldívar, Tosubando, Ybarra, Elguezua, Echeandia, Urizabel y Goitia, así como de los bienes heredados de su tío Víctor Munibe y Aranguren, XI conde de Peñaflorida, en Motrico, Tolosa y Málaga. Fue también XXIII señor de la Torre de Arancibia en Berriatúa, Vizcaya, y patrono de la capilla de Nuestra Señora del Rosario de la Catedral de Santiago de Bilbao. Contrajo matrimonio en Laguardia el 25 de marzo de 1857 con su prima segunda Catalina Manso de Velasco y Salazar, Munibe y Zabala (Torrecilla en Cameros, 13 de febrero de 1836-11 de enero de 1859). Casó en segundas nupcias el 22 de octubre de 1863 con su cuñada, Susana Manso de Velasco y Salazar (Torrecilla en Cameros, 11 de agosto de 1842-Bilbao, 3 de mayo de 1934). Fue heredera de los derechos al condado de Superunda, con Grandeza de España, al condado de Salazar y al marquesado de Rivas del Jarama. De esta manera el condado de Superunda volvió a la rama primogénita. Fue señora de los Palacios de Samaniego en Laguardia, de Yurreamendi y de Idiaquez en Tolosa (Guipúzcoa) y de la Torre de Irala en Anzuola. Manuel María murió en su casa de Bedia, el 12 de octubre de 1896, a los 72 años. Existen dos buenos retratos suyos, uno de ellos pintado por Manuel Losada, que se halla en la Diputación de Vizcaya, en Bilbao. El otro retrato es obra de Anselmo Guinea. Manuel María y doña Susana tuvieron diez hijos, uno de ellos fue el musicólogo Juan Carlos de Gortázar y Manso de Velasco.

## Actividad política y cultural
Desempeñó una importante actividad política de corte fuerista y liberal. Fue padre de Provincia de Vizcaya y diputado general del Señorío de Vizcaya, como lo habían sido su padre, su abuelo y su tercer abuelo. Desempeñó los cargos de teniente de alcalde en 1859 y de alcalde de Bilbao en 1860, concejal o regidor del Ayuntamiento de Bilbao en los años de 1861, 1862, 1865 y 1866. Fue apoderado suplente en las Juntas Generales de Vizcaya por Bilbao los años 1859 y 1862. Diputado foral desde 1867, resultó elegido senador del Reino por Vizcaya el 5 de abril de 1877. Fue uno de los últimos presidentes de la Diputación General de Vizcaya antes de la abolición de los Fueros (1872-74), elegido por el bando oñacino el 7 de diciembre de 1872. Por causa de la guerra carlista se alargó el mandato hasta septiembre de 1876. 
Se le puede encuadrar como cabeza de los “fueristas transigentes”, frente al error que supuso el texto de la ley de 21 de julio de 1876 por la que se abolieron los Fueros tajantemente. Aceptó, para evitar males mayores, ser el primer Presidente de la nueva Diputación Provincial de Vizcaya desde el 15 de mayo de 1877 a 1880, nombramiento realizado por Real Orden del Gobierno de Cánovas del Castillo. Pretendió salvar “algunos restos, sobre los ya salvados, del naufragio de nuestras instituciones”. El 25 de septiembre de 1876 rindió cuentas a las Juntas Generales de Vizcaya, sobre lo actuado desde 1872 a 1876; “La Diputación tiene el privilegio más triste aún de ser la primera Diputación General de Vizcaya elegida conforme a Fuero y costumbre secular que viene a resignar su mandato sobre las santas ruinas de nuestras milenarias libertades forales, y ni siquiera le queda el consuelo, a pesar de todos sus deseos y esfuerzos, de que le haya sido posible resignarle a la sombra del Árbol simbólico de estas mismas libertades”. En gran parte a él se debe el primer Concierto Económico de 1878, régimen que duró hasta 1937 año en el que Vizcaya y Guipúzcoa fueron declaradas provincias traidoras por el franquismo. 
Fue autor del "Diario del sitio de Bilbao" de 1874, donde se relata la defensa del sitio de Bilbao frente al asedio carlista junto al General Ignacio María del Castillo. Manuel María recibió la Gran Cruz del Mérito Militar. El 17 de noviembre de 1869 asistió junto a su tío el Conde de Peñaflorida, Víctor de Munibe, Javier de Mendizábal Munibe, su hermano José Antonio de Gortázar y Cayetano Uhagón, a la inauguración del Canal de Suez. Los hermanos Gortázar llevaban una carta de Pascual Madoz para Ferdinand de Lesseps. El día 18 asistieron a la cena-baile ofrecida por el Sultán junto a otros 400 invitados. Allí charlaron con la Emperatriz Eugenia de Montijo. Gran aficionado a la música, fue discípulo de Nicolás Ledesma (1791-1883), el músico español más eminente de su época, Presidente de la “Segunda” Sociedad Filarmónica de Bilbao, de la que Manuel María fue Secretario en 1852. Manuel María tuvo también gran gusto por la pintura. Fue mecenas de Anselmo Guinea (1854-1906), a quién sufragó su formación en Madrid y Roma, y de Manuel Losada, otorgándole una beca en 1890.

## Actividad empresarial
Como empresario explotó la propiedad de Zaldívar convirtiéndola en uno de los principales balnearios de su época. Se le llamó afectuosamente Madrid-txiki por la concurrencia de visitantes aristocráticos de la capital. La época de esplendor de Zaldívar duró una década (1880-1890). En 1895 acudieron 1.265 bañistas. Manuel María fue accionista del Ferrocarril Bilbao-Tudela y miembro de su Consejo de Administración en 1861. Por Real decreto de 18 de octubre de 1879 se le nombró Comisario de Agricultura, Industria y Comercio de la provincia de Vizcaya. Participó en varias comisiones sobre el Ferrocarril de Triano. También fue accionista de los Ferrocarriles de Guernica, Elgoibar y Lezama. Invirtió en los vapores “Unión”, “Comercio”, “Norte”, “Carmen” y “Amberes” entre los años 1861 y 1865 y en el "Nuevo Teatro de Bilbao", luego llamado Arriaga, Sociedad Anónima constituida el 22 de marzo de 1885. Fue Consejero de la Sociedad de Seguros Mutua de Incendios en 1863, de la sucursal del Banco Hipotecario Español y General de Crédito en 1864, y del ferrocarril Bilbao-Durango, en 1880, siendo uno de los mayores pudientes de Vizcaya en concepto de propiedad rural e industrial. Fue Vicepresidente de la Sociedad Bilbaína en 1864 y Secretario de la Casa de Misericordia de Bilbao en 1871. El entorno no le favoreció pues el tránsito al nuevo régimen (y las guerras carlistas) arruinaron a casi todos los grandes hacendados terratenientes en el País Vasco, al desvalorizarse enormemente la tierra. Prácticamente ninguna de las viejas familias de la aristocracia vasca se pudieron subir al tren de la revolución industrial en el País Vasco, que crearía tantos “nuevos aristócratas”.